# An Cheathrú Rua
An Cheathrú Rua [əˈçæːɾ̥ˠhuːˌɾˠuːə] (alte Schreibweise (vor 1945): An Cheathramhadh Ruadh, anglisiert: Carraroe oder Carrowroe) ist ein Dorf auf einer Halbinsel zwischen den Buchten Cuan an Fhir Mhóir und Cuan Chasla in der Grafschaft Galway, Irland. Es umfasst die Townlands An Cheathrú Rua Thuaidh, An Cheathrú Rua Theas, Barr an Doire und An Caorán Beag.  Es liegt in der Gaeltachtregion Connemaras. Die Umgangssprache ist wie im benachbarten Casla der Connacht-Dialekt des Irischen. Offiziellen Status hat deshalb nur der irische Name An Cheathrú Rua.
Die Einwohnerzahl von 725 Bewohnern ist nahezu eine Verdreifachung seit 1996; damals waren es 242 Bewohner.

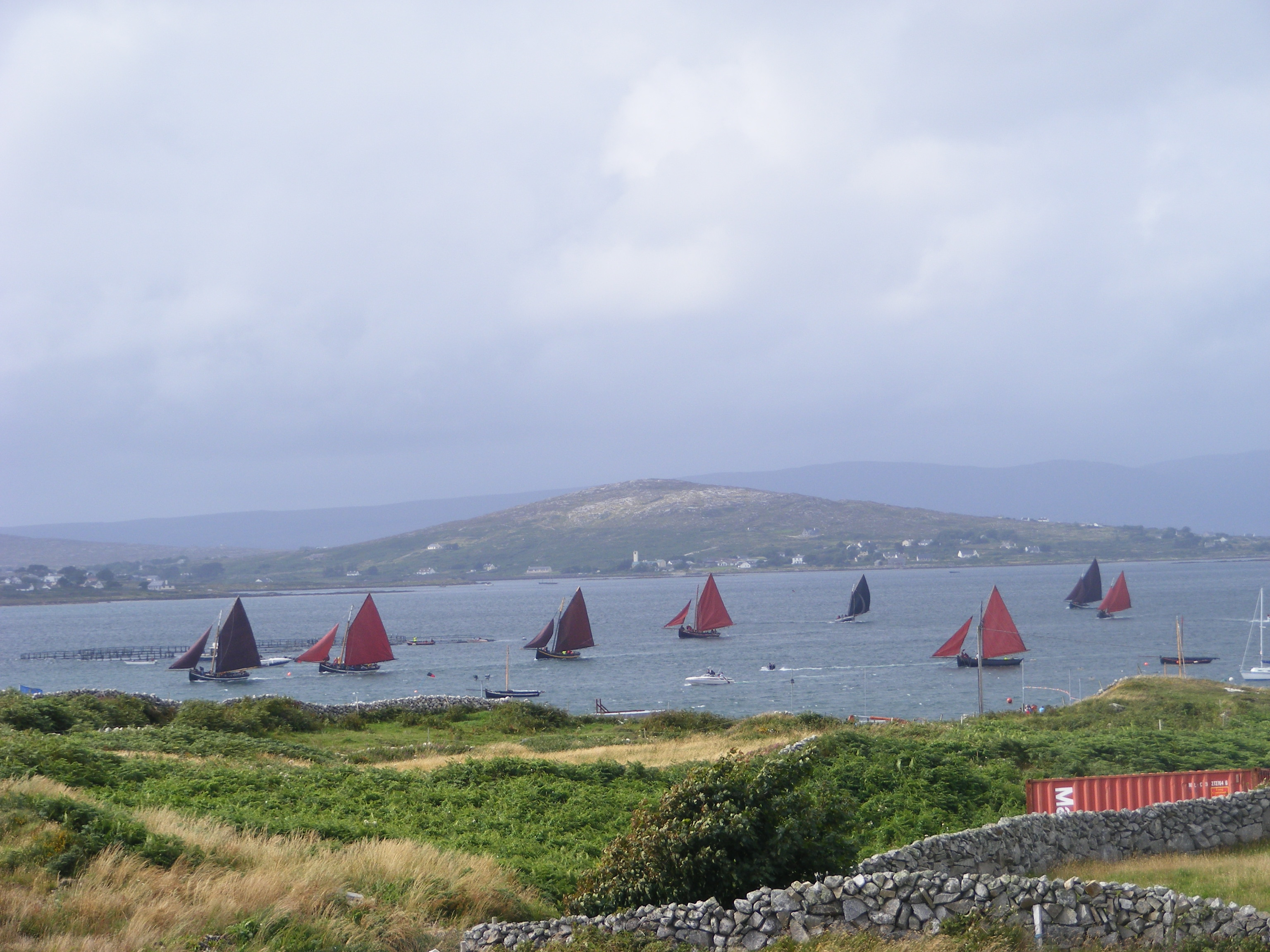
Cuan an Fhir Mhóir mit Galway Hookers

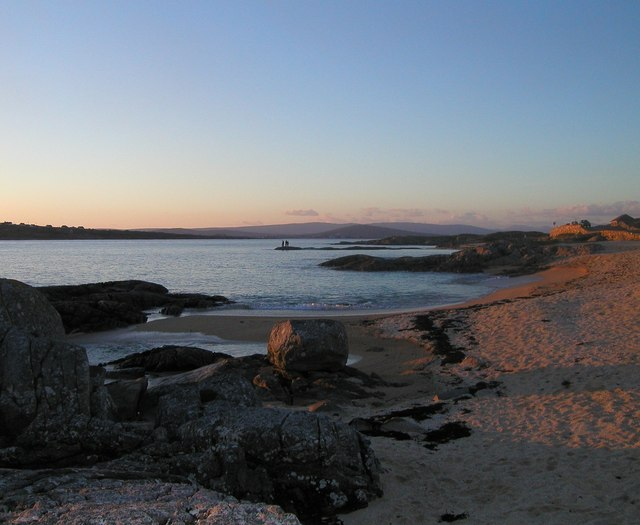
Trá an Dóilín

An Cheathrú Rua ist berühmt für seine Galway Hookers genannten Boote. Verbreitet sind hauptsächlich báid mhóra („große Boote“) und leathbháid („Halbboote“), die früher benutzt wurden, um Torf aus den Mooren Connemaras zu den Aran-Inseln und in die Region des Boireann (Burren) in der Grafschaft Clare zu transportieren, da Torf in diesen Gegenden nicht vorkommt. Diese Tradition lebt alljährlich beim Festival Cruinniú na mBáid (Treffen der Boote) wieder auf. Die kleineren Fischerboote der Region werden gleoiteoga genannt. Jedes Jahr am letzten Montag im August findet zudem die Segelregatta Féile an Dóilín statt.
Der geschützte Strand Trá an Dóilín (engl. Coral Beach) ist ein Strand an der Westküste An Cheathrú Ruas, der im Gegensatz zu seinem englischen Namen nicht aus Korallenresten, sondern aus mineralisierten Ablagerungen von Rotalgen besteht.
In An Cheathrú Rua befinden sich die Sommercolleges Coláiste Chiaráin und Coláiste Cholumba. Hier verbringen Schüler aus ganz Irland ihre Sommerferien, um ihre Irischsprachkenntnisse zu vertiefen, während sie bei muttersprachlichen Familien untergebracht sind. Das 1977 eröffnete Áras Mháirtín Uí Chadhain („Máirtín Ó Cadhain-Haus“) ist eines der in der Gaeltacht liegenden Zentren des Oifig na Gaeilge Labhartha („Amt der gesprochenen irischen Sprache“) der National University of Ireland, Galway. Es wurde nach dem irischen Schriftsteller Máirtín Ó Cadhain benannt. 
Der irische Name An Cheathrú Rua bedeutet „das braunrote Viertel“.